# MI9
MI9 (British Military Intelligence, section 9), en efterretningssektion oprettet under Directorate of Military Intelligence (UK) i 1940 i England under anden verdenskrig med det formål at assistere frihedskæmpere i de nazistisk okkuperede områder samt bringe strandede allierede soldater tilbage til England (nedskudte flybesætninger, tilfangetagne/ undslupne militærpersoner etc.).